# Messier 96
Messier 96 sau M96 este o galaxie spirală.